# William Pfaff

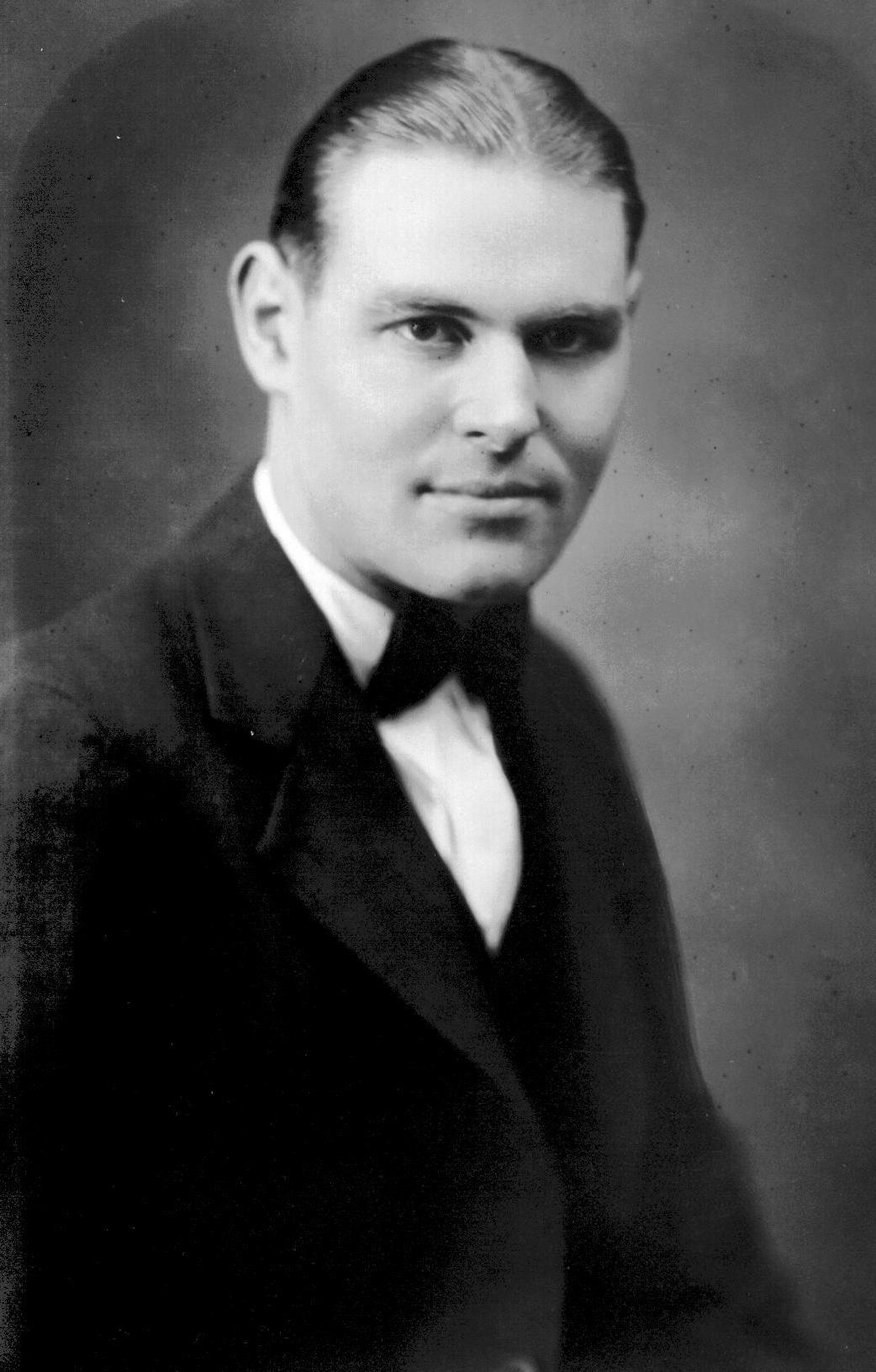
William Pfaff

William Wendle Pfaff (geboren am 29. Dezember 1928 in Council Bluffs, Iowa; gestorben am 30. April 2015 in Paris, Frankreich) war ein amerikanischer Journalist und Publizist, der sich einen Namen als politischer Kommentator und Kritiker der amerikanischen Außenpolitik machte.

## Leben und Wirken
William W. Pfaff war irisch-deutsch-englischer Herkunft; seine Großeltern väterlicherseits waren Einwanderer aus dem Schwarzwald. Er wuchs in Columbus (Georgia) auf, wo sein Vater und sein Onkel mit militärischer Ausrüstung handelten. Er absolvierte ein Studium der Politik- und Literaturwissenschaft an der katholischen University of Notre Dame und gehörte der Studentenverbindung Phi Beta Kappa an. Nach seinem Abschluss 1949 begann er seine journalistische Arbeit beim katholischen Commonweal Magazine in New York City. Unterbrochen wurde seine Tätigkeit durch seine Dienstzeit in der United States Army in den Jahren 1951/52. Während des Koreakrieges war er als Infanterist und Angehöriger von Spezialeinheiten in Japan stationiert.
Ab 1955 unternahm er ausgiebige Reisen nach Europa, Afrika und dem Nahen Osten. Nach einer kurzen Tätigkeit für ABC News in New York von 1955 bis 1957 war er bis 1961 beim Free Europe Committee angestellt. Mit diesem vom amerikanischen Geheimdienst CIA unterstützten Forschungs- und Rechercheinstitut wurde insbesondere Radio Free Europe mit Studien, Hintergrundberichten und Monografien über Mittel- und Osteuropa beliefert. Ab 1961 arbeitete Pfaff für das konservative Hudson Institute.
Im Jahr 1971 zog Pfaff nach Paris, wo er bis 1978 als stellvertretender Direktor die europäische Niederlassung des Hudson Institutes mit aufbaute. Von 1971 bis 1992 schrieb er politische Essays für The New Yorker. Seine insbesondere außenpolitische Themen betreffende Artikel wurden unter anderem bei Commentaire, Lettre Internationale, Politique Exterior, Europäische Rundschau, Moderna Tider, Die Zeit sowie Foreign Affairs, World Policy Journal und The National Interest veröffentlicht. 
Pfaff veröffentlichte außerdem regelmäßige Kolumnen in der International Herald Tribune, dem New York Review of Books, dem Londoner Observer und weiteren Publikationen wie den Blättern für deutsche und internationale Politik. Neben seiner Arbeit als Journalist verfasste er auch mehrere Bücher, die ersten dabei in Zusammenarbeit mit Edmund Stillman. Pfaff erhielt eine Reihe von journalistischen Preisen und Ehrungen und wurde regelmäßig als Juror, Redner und Dozent zu außenpolitischen Fragestellungen eingeladen. Für sein Buch Die Gefühle der Barbaren. Zum Ende des amerikanischen Jahrhunderts (engl. 1989), das auch für den National Book Award nominiert wurde, erhielt er den Genfer Prix Jean-Jacques Rousseau.
Pfaff machte sich einen Namen als Kritiker der amerikanischen Außenpolitik. Insbesondere kritisierte er das amerikanische militärische Engagement in Vietnam, dem zerfallenden Jugoslawien, dem Irak und Afghanistan. Sich selbst bezeichnete Pfaff als amerikanischen Patrioten, der vor allem am Schutz amerikanischer Werte und Interessen interessiert sei. Sein Freund, der Politikwissenschaftler John Rielly, charakterisierte ihn als klassisch christlichen Konservativen, der von vielen politischen Kommentatoren für einen Liberalen gehalten werde.
Arthur Schlesinger hat ihn als Erben Walter Lippmanns bezeichnet.
Pfaff war mit der Australierin Carolyn Cleary verheiratet und hatte zwei erwachsene Kinder und vier Urenkel.

## Schriften
- (mit Edmund Stillman): The New Politics: America and the End of the Postwar World. Coward, New York 1961.
- (mit Edmund Stillman): The Politics of Hysteria: The Sources of Twentieth-century Conflict. Harper, New York 1964.
- (mit Edmund Stillman): Power and Impotence: The Failure of America's Foreign Policy. Random House, New York 1966.
- (mit Frank E. Armbruster, Raymond Gastil, Herman Kahn, und Edmund Stillman): Can We Win in Vietnam? Praeger, New York 1968.
- Condemned to Freedom. Random House, New York 1971.
- Barbarian Sentiments: How the American Century Ends. Hill & Wang, New York 1989.
  - dt.: Die Gefühle der Barbaren. Über das Ende des amerikanischen Jahrhunderts. Eichborn Verlag 1989 (Die Andere Bibliothek), ISBN 3-8218-4257-1.
- The Wrath of Nations: Civilization and the Furies of Nationalism. Simon & Schuster, New York 1993.
  - dt.: Die Furien des Nationalismus. Politik und Kultur am Ende des 20. Jahrhunderts. Eichborn Verlag 1994, ISBN 3-8218-1158-7
- Barbarian Sentiments: American in the New Century. Hill and Wang, New York 2000.